# Alise Post
Allisi Rose Post (St. Cloud, 17 de gener de 1991) és una esportista nord-americana que competeix en ciclisme en la modalitat de BMX.
Va participar en els Jocs Olímpics de Rio de Janeiro 2016, obtenint una medalla de plata a la cursa femenina. Ha obtingut sis medalles en el Campionat del món de BMX entre els anys 2010 i 2017.

## Palmarès internacional
- 2016
  -  Medalla de plata als Jocs Olímpics de Rio de Janeiro en BMX
- 2017
  -  Campiona del món en BMX